# Чибичьян, Хорен Лусегенович
Хорен Лусегенович Чибичьян (Чибичян) (8 [21] апреля 1913, Чалтырь, область Войска Донского — 16 сентября 2001) — советский борец, (самбо, вольная борьба, классическая борьба), чемпион и призёр чемпионатов СССР по самбо, призёр чемпионатов СССР по вольной борьбе, мастер спорта СССР по самбо, вольной и классической борьбе, Заслуженный тренер СССР. Судья международной категории.
Выпускник ГЦОЛИФК. Выступал за клубы ГЦОЛИФК и «Строитель» (Москва). Участник Великой Отечественной войны, был награждён орденом Отечественной войны II степени и медалью «За боевые заслуги». Похоронен на Хованском кладбище.

## Спортивные результаты

### Самбо
- Чемпионат СССР по самбо 1939 года — ;
- Чемпионат СССР по самбо 1940 года — ;
- Чемпионат СССР по самбо 1947 года — ;
- Чемпионат СССР по самбо 1948 года — ;
- Чемпионат СССР по самбо 1950 года — ;
- Чемпионат СССР по самбо 1951 года — ;

### Вольная борьба
- Чемпионат СССР по вольной борьбе 1946 года — ;
- Чемпионат СССР по вольной борьбе 1948 года — ;
- Чемпионат СССР по вольной борьбе 1949 года — ;